# Semjonovskaja
Semjonovskaja (Russisch: Семёновская) is een station aan de Arbatsko-Pokrovskaja-lijn van de Moskouse metro. Het station is onderdeel van de metro verlengingen die tijdens de Tweede Wereldoorlog zijn gebouwd. De oostelijke verlenging van lijn 3 is op 18 januari 1944 geopend. Het station kreeg toen de naam Stalinskaja, vernoemd naar Sovjetleider Jozef Stalin, maar werd tijdens de destalinisatie op 30 november 1961 hernoemd in Semjonovskaja naar het bovengelegen plein. Als architectonische bijzonderheid kent het station geen massieve pylonen maar een dubbele zuilengalerij tussen de perrons en de middenhal.

## Galerij

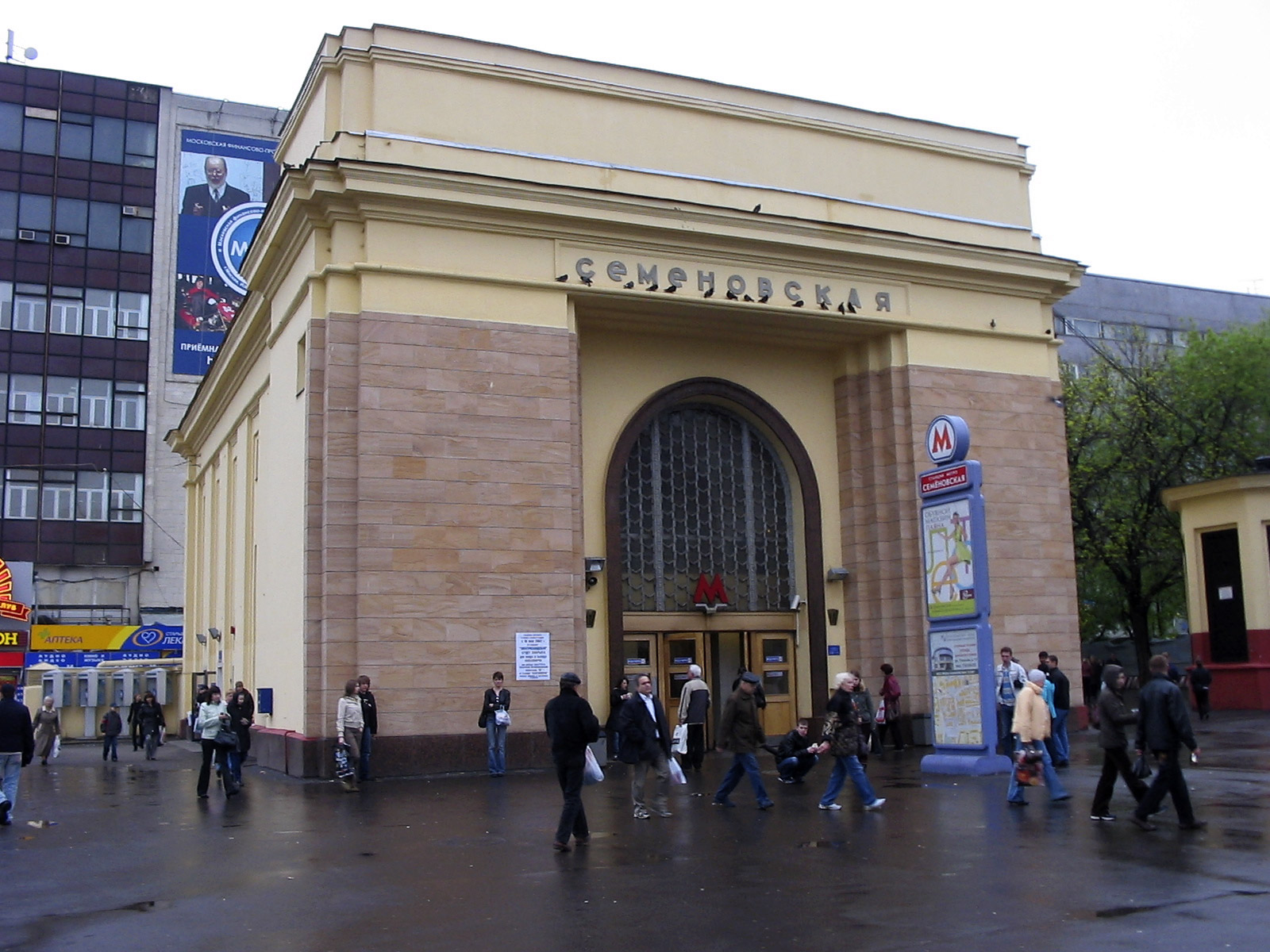
Het toegangsgebouw
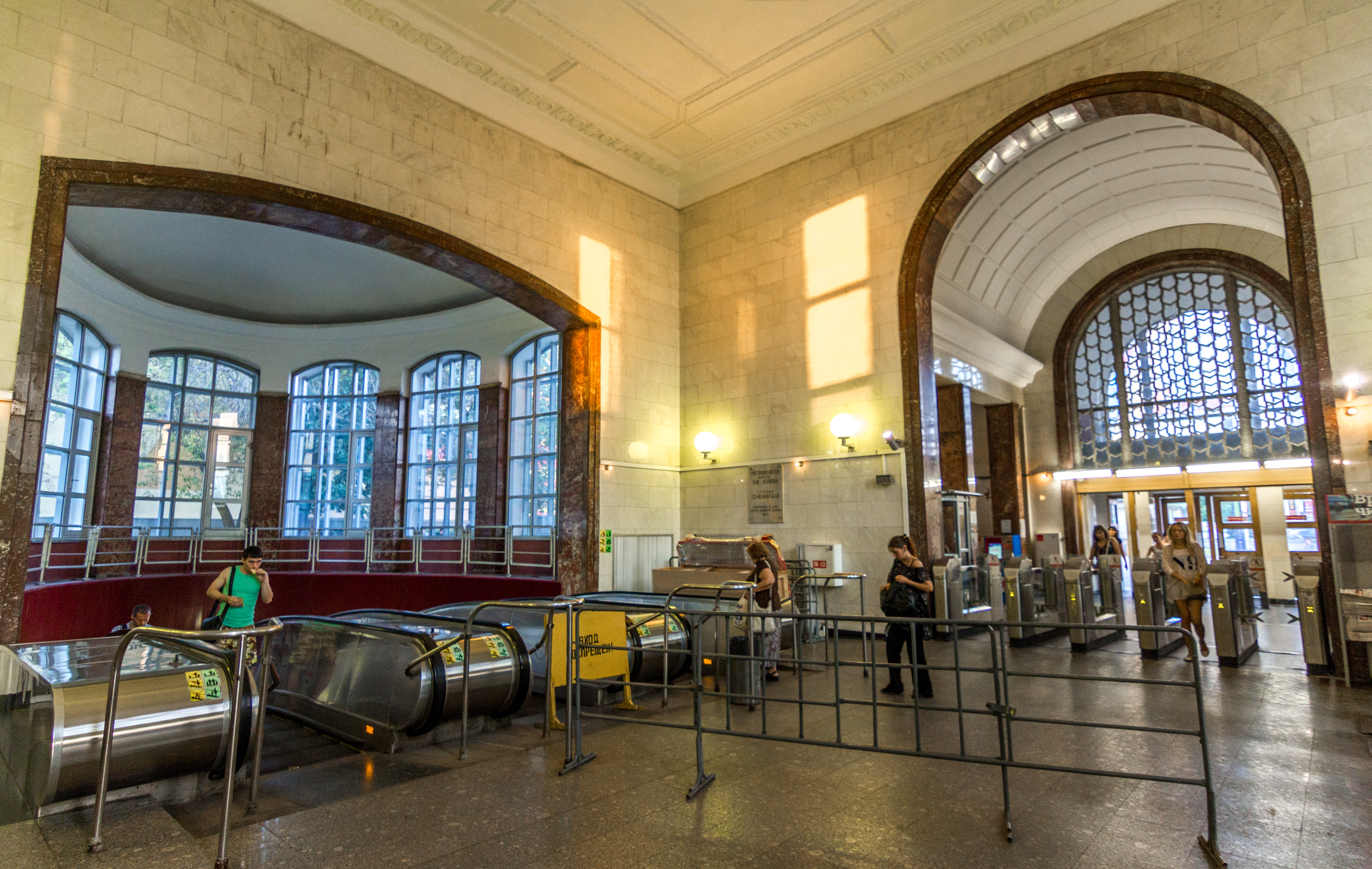
De stationshal
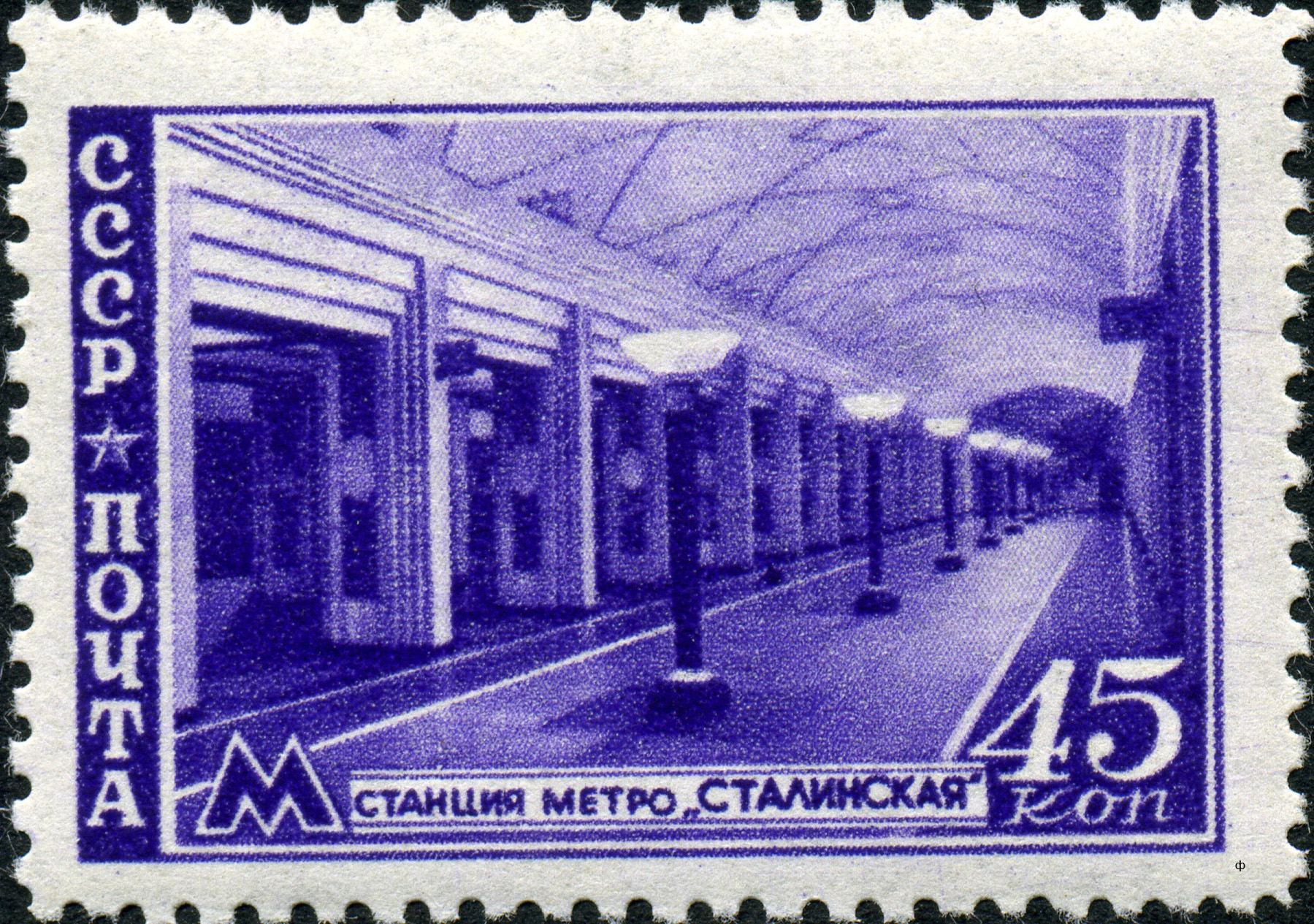
Op de postzegel uit 1947 staat nog de naam Stalinskaja